# 和歌山県立近代美術館
和歌山県立近代美術館（わかやまけんりつきんだいびじゅつかん、The Museum of Modern Art, Wakayama）は和歌山県和歌山市にある美術館。

## 概要
1963年和歌山城内に開館した和歌山県立美術館から拡大発展したもので、1970年、和歌山県民文化会館の1階部分に開館した。現在の和歌山城隣の施設に移転したのは1994年である。バブル期にたてられた予算で建設された黒川紀章による意匠を凝らした大型施設で、デッキで連結する和歌山県立博物館とともに公共建築百選に選ばれている（両館は地下でつながっており、空調システムや電気系統等共通とする一体の建築物である）。
所蔵品数は1万点を超える。保田龍門、川口軌外、川端龍子、浜口陽三、田中恭吉ら郷土作家の紹介を中心としているが、充実した近現代コレクションの中でも佐伯祐三の油彩13点は特に名高い。また、近現代の版画コレクションも充実している。

## 主な収蔵品
洋画
- 佐伯祐三 - 　「レ・ジュ・ド・ノエル」（1925）、「広告のある門」（1925）、「リュ・デュ・シャトーの歩道」（1925）、「オプセルヴァトワール附近」（1927）
- 須田国太郎 - 　「風景」（1950）
- 菅井汲 - 　「雷神」（1958）
- 難波田龍起 - 　「緑の空間」（1960）
- 荒川修作 - 　「The ObserverContinues」（1965-66）
- 元永定正 - 　「作品」（1964）
- マーク・ロスコ - 　「赤の上の黄褐色と黒」（1957）
- トム・ウエッセルマン - 　「シースケープ＃8」（1966）
- フランク・ステラ - 　「ラッカ III」 （1968）
- ヴィクトル・ヴァザルリ - 　「ビソール」（1978）
- マーク・ボイル - 　「黒いふちの石の研究」（1980-81）
- クリストとジャンヌ＝クロード - 　「ポン・ヌフ」（1985）

日本画
- 下村観山 - 　「魔障図試作」（1910）
- 野長瀬晩花 - 　「島の女」（1916）
- 川端龍子 - 　「芭蕉翁」（1923）

彫塑
- 建畠大夢 - 　「感に打たれた女」（1932）
- バーバラ・ヘップワース - 　「弦を張った円板」（1969）
- ルイーズ・ネヴェルスン - 　「北の星」（1977-82）
- イサム・ノグチ - 　「考える議長」（1978）

版画
- エドヴァルド・ムンク - 　「病める子」（1895）
- パブロ・ピカソ - 　「貧しき食事」（1904）、「ミノトーロマシー」（1935）、「泣く女」（1937）
- ジョルジュ・ブラック - 　「コンポジション」（静物I ）（1911）
- ワシリー・カンディンスキー - 　「響き」（1913）
- 田中恭吉 - 　「綯はれゆく歓喜と悲愁」（1915）
- パウル・クレー　「内なる光りの聖女」（1921）
- ジョルジュ・ルオー - 　「ミゼレーレ」（1922-27）
- ジョアン・ミロ - 　「月の前の女と犬」（1936）
- アンリ・マティス - 　「ジャズ」（1947）
- ロイ・リキテンスタイン - 　「クラック！」（1964）
- アンディ・ウォーホル - 　「キャンベル・スープII」（1969）

## 建築概要
- 設計 - 黒川紀章
- 竣工 - 1994年
- 延床面積 - 11,838m2
- 構造 - 鉄筋コンクリート造
- 規模 - 地上2階、地下1階
- 所在地 - 〒640-8137 和歌山市吹上1-4-14
- 備考 - 公共建築百選、公共建築賞

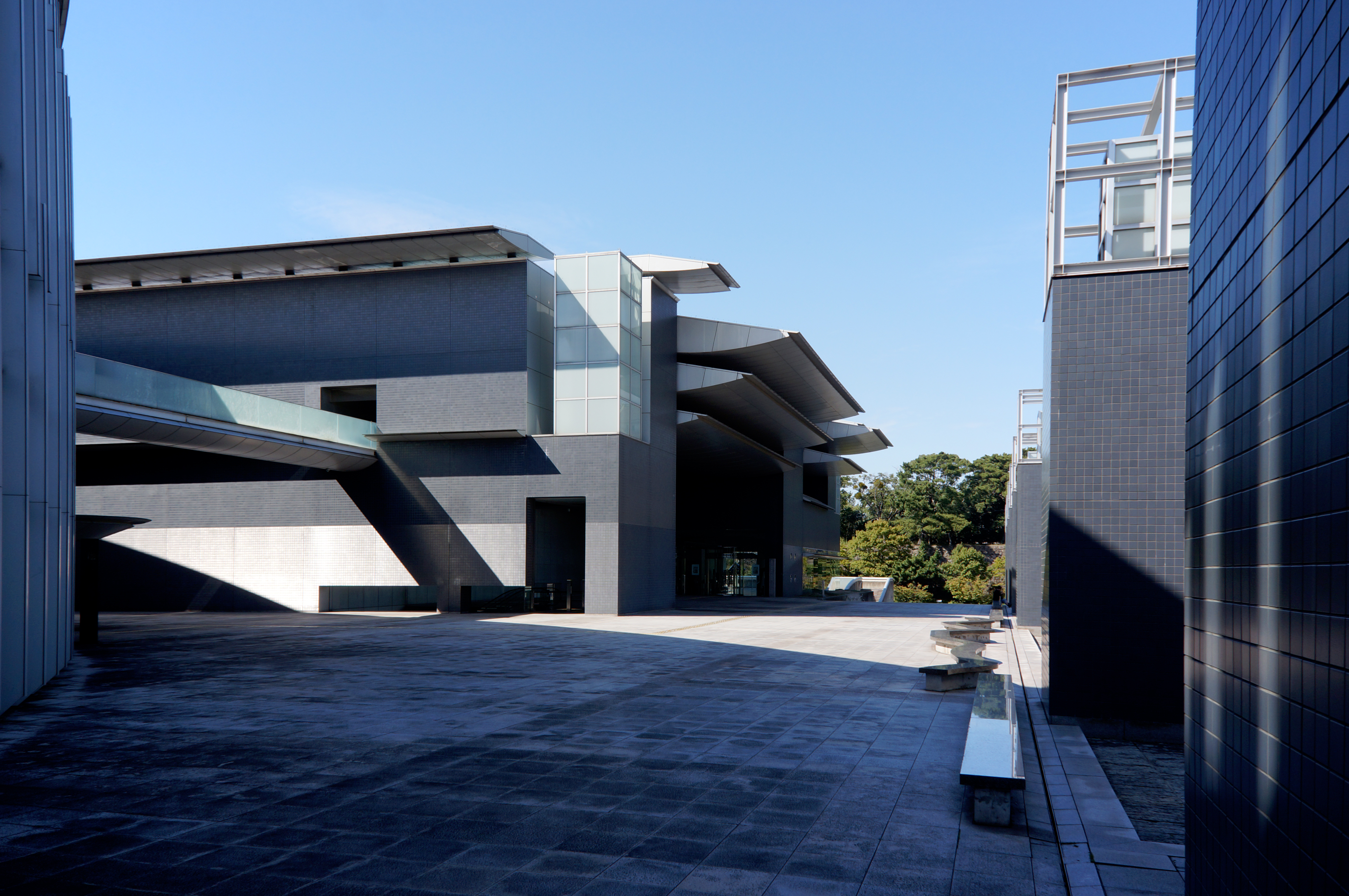
外観
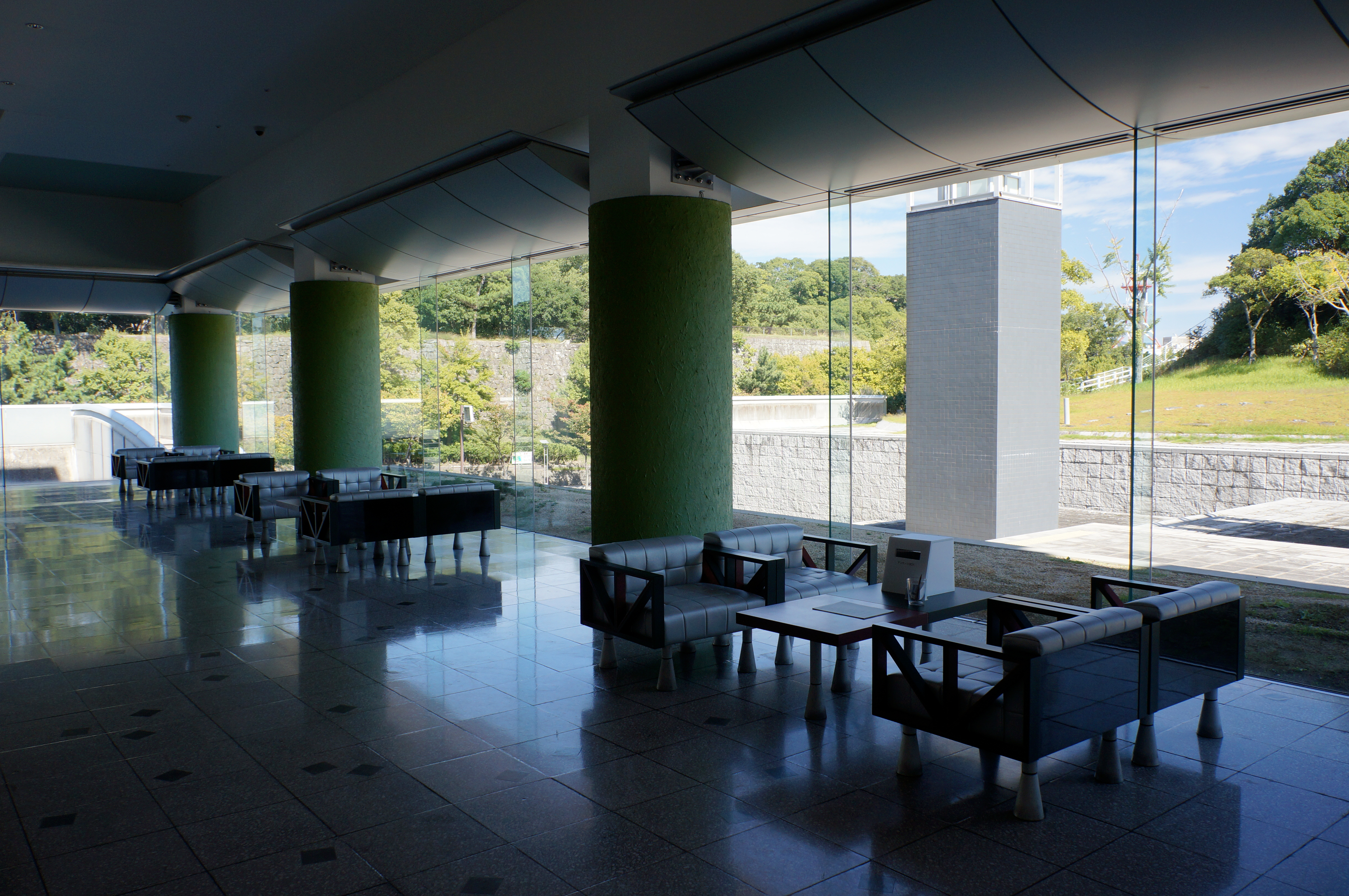
エントランスロビー
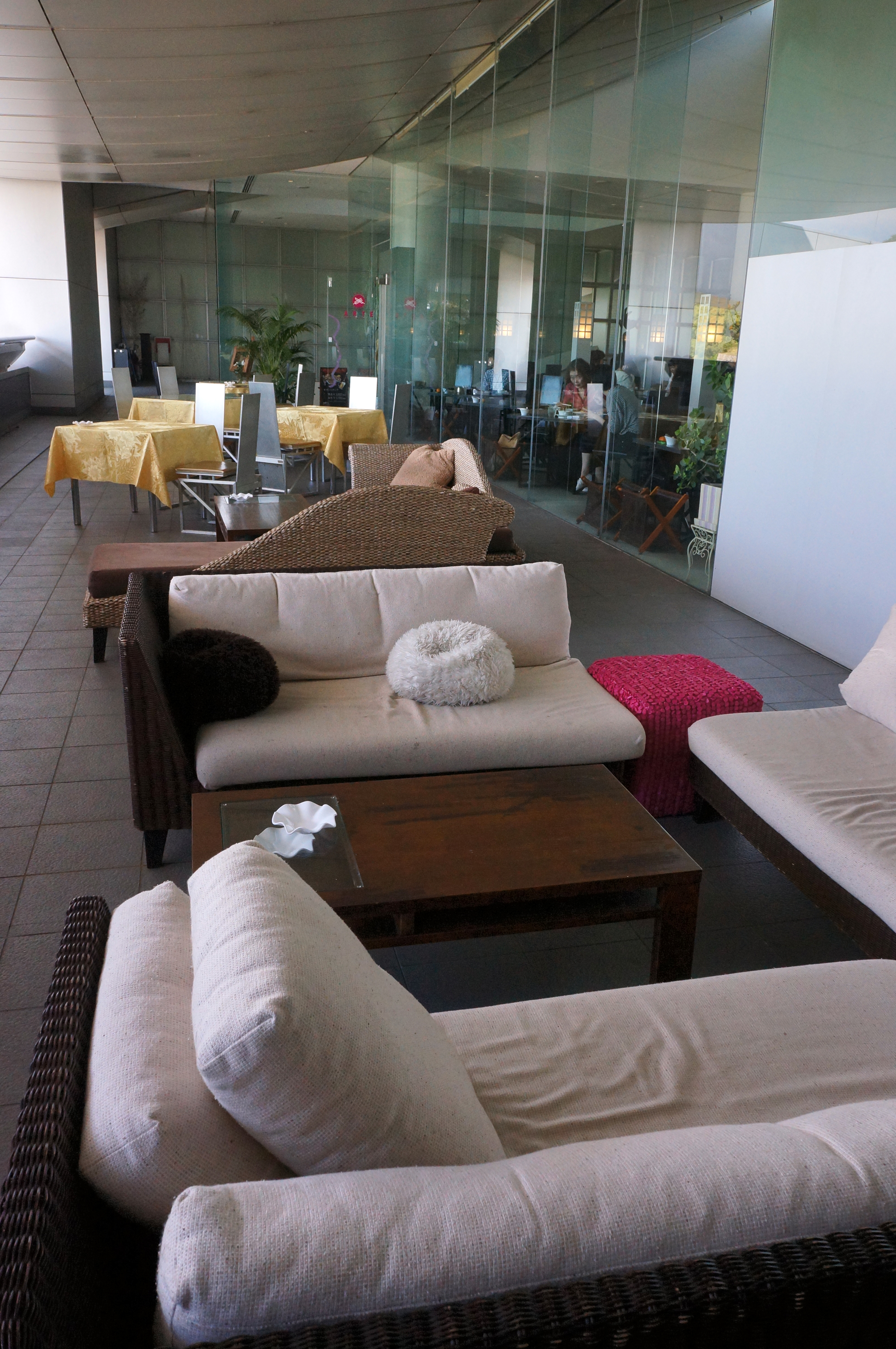
ミュージアムレストラン
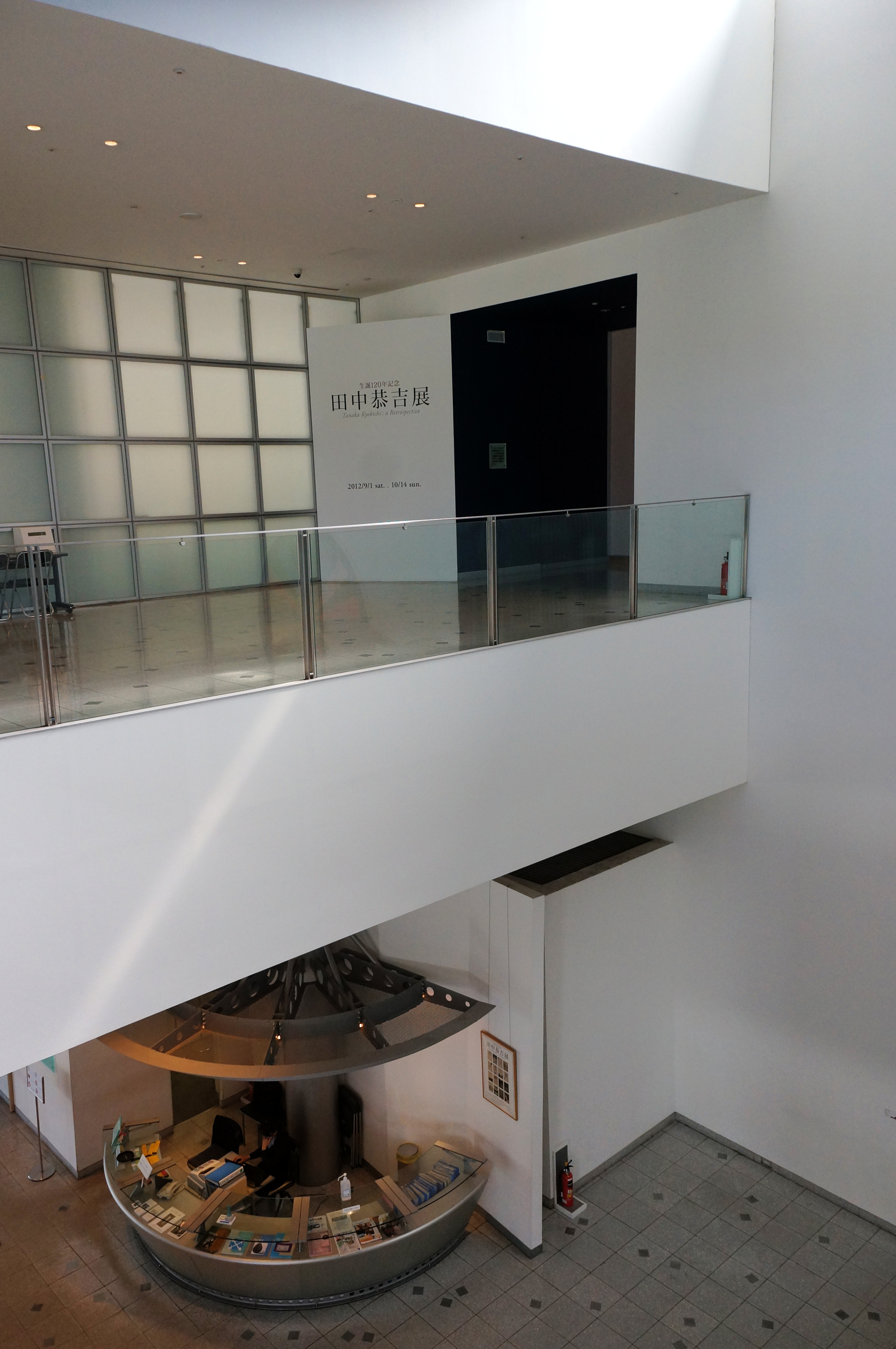
2階展示室入口

## 交通アクセス
- 和歌山駅・和歌山市駅から和歌山バス「県庁前」バス停下車、徒歩約2分

## 周辺
- 岡山の時鐘堂
- 無量光寺 - 首大仏の寺